# Tychy Falcons
Die Tychy Falcons sind ein polnischer American-Football-Verein aus der schlesischen Stadt Tychy.

## Geschichte
Gegründet wurde der Verein, dessen erste Herrenmannschaft auch Sokoły (Polnisch für Falken) genannt wird, 2008 von Paweł Chwedczuk und Arkadiusz Wojtasik. Am ersten Training des neuen Vereins nahmen 13 Personen teil. Erste Freundschaftsspiele unter realen Bedingungen wurden ab 2010 abgehalten; erster Gegner waren die Częstochowa Saints, die man 14:13 knapp besiegen konnte. Nach einem Wechsel des Vorstands 2011 wurde der gesamte Verein unter der Führung von Łukasz Pawęzka und Jacek Kozub strukturell umgebaut. Neben der Einrichtung einer leistungssportlich orientierten Herrenmannschaft wurde auch eine Jugendabteilung unter der Leitung von Aksel Kocyła ins Leben gerufen. Zudem trat der Verein dem polnischen American-Football-Verband PZFA bei.
2011 nahm man erstmals am nationalen Ligabetrieb des PZFA teil, der PLFA. Das erste Pflichtspiel fand gegen die Ruda Śląska Warriors statt, das man jedoch 25:10 verlor. Im Jahr darauf erfolgte die Teilnahme an der drittklassigen PLFA II, in der man den Einzug in die Play-off-Phase schaffte. Am Ende siegte der Verein im Finalspiel gegen die Lublin Titans mit 42:0 und sicherte sich so die Ligameisterschaft. Dank des Meisterschaftserfolges stieg man 2013 in die zweitklassige PLFA I auf. Auch die dritte Saison des Vereins verlief erfolgreich und erneut gelang der Einzug in die Play-off-Phase. Am Ende scheiterten die Tychy Falcons allerdings im Halbfinale gegen die Białystok Lowlanders knapp mit 21:14 und schieden damit aus.
2021 zählten die Tychy Falcons zu den Mitbegründern der neuen PFL, der sich sieben weitere Vereine anschlossen. Direkt in der ersten Saison konnte sich der Verein zudem für den Polish Bowl XVI qualifizieren. Im Finalspiel gegen die Bydgoszcz Archers verloren die Tychy Falcons jedoch mit 27:7, sicherten sich aber den Vizemeistertitel.
Nach zahlreichen Abgängen wichtiger Leistungsträger, unter anderem wechselte der deutsche Nationalspieler und Quarterback Niklas Gorny zu den Paderborn Dolphins, spielen die Tychy Falcons seit 2024 wieder in der drittklassigen PLFA II.
Der Verein betreibt unter dem Namen Falcons Field ein eigenes Trainingsgelände samt Spielfeld mit professionellem Equipment und originalen American-Football-Toren, welches von der Stadt Tychy teilweise subventioniert wird. Im Rooster befinden sich derzeit rund 80 Spieler. Bei besonders prestigeträchtigen Spielen tritt der Verein im städtischen Stadion mit seinen über 15.000 Sitzplätzen an.